# FM via VHF bånd II
I det meste af verden er FM-bånd, VHF bånd II eller FM-radio, elektromagnetiske bølger i frekvensbåndet 87,5 MHz til 108 MHz. Tidligere dækkede det europæiske FM-bånd 87,5 MHz til 104 MHz - eller endnu tidligere 87,5 MHz til 100 MHz, som det kan ses på ældre radiomodtagere.
Det kaldes FM-båndet fordi hensigten er, at man kun sender radiofoni via FM (Frekvensmodulation). Radiofoni via FM har den fordel at have mindre støj og forvrængning. Ulempen ved FM er, at modulationsformen kræver en større båndbredde til en radiokanal, men det er der plads til i FM-båndet.

## Dansk FM-radios fremtid
Fra 1. december 2014 overgår DR fra at sende DAB til at sende DAB+. Herudover sender DR og mange FM-lokalradioer stadig FM (med en ITU-R standard).
I Danmark er det planen at udsendelse på FM-båndet skal ophøre på et tidspunkt. Oprindeligt var aftalen at FM-sending kunne ophøre ved udgangen af 2019, hvis der var mindre end 50% radiolytning på FM-båndet medio 2018. I 2015 blev aftalen ændret til at FM-sending tidligst kunne ophøre 2 år efter der var mindre end 50% radiolytning på FM-båndet, også selv om det først sker efter 2019. Når 50%-kravet er opfyldt træffes beslutning om hvornår nedlukningen af FM-nettet skal effektueres.
Nogen vil mene at udsendelsen af analog lyd via FM er meget ineffektiv i forhold til moderne digitale teknologier med tabsgivende kompression, såsom DAB+. På den anden side er DAB(+) dårligere kvalitetsmæssigt end FM-radio og ifølge Tor Arnbjørn fra Danmarks Radio skal man ikke forvente DAB i kældre uden vinduer i Danmark. Se Udvikling af DAB og DAB+ udbredelse og Kritik af DAB.
Kabel-tv-udbydere som Stofa og Waoo udbyder FM-signaler via kabel-tv-nettet, således at man via en coax-forbindelse kan tilslutte FM-radiomodtagere, med en sådan indgang i sit hjem. YouSee er stoppet med at udsende FM-signaler, og Stofa stopper også i nærmeste fremtid med at sende FM-signaler via kabel-tv-nettet. Waoo fortsætter.

## FM-frekvensbånd
I det meste af verden sendes offentlig FM-radio inden for VHF-delen af radiospektret. Normalt bruges 87,5 til 108,0 MHz, eller en del af det, med få undtagelser:
- I de tidligere sovjetrepublikker og nogle tidligere østbloklande bruges også det ældre 65,8-74 MHz-bånd. Tildelte frekvenser er med intervaller på 30 kHz. Dette bånd, nogle gange omtalt som OIRT-båndet, er langsomt ved at blive udfaset. Hvor OIRT-båndet bruges, omtales 87,5–108,0 MHz-båndet som CCIR-båndet - nu kaldet ITU-frekvensbånd.
- I Japan bruges båndet 76–95 MHz.
- I Brasilien brugte FM-radiostationer indtil slutningen af 2010-tiåret kun 88-108 MHz-båndet, men med analoge tv-kanalers udfasning er 76-88 MHz-båndet (gamle kanal 5 og 6 i VHF-tv) tildelt gamle lokale mellembølgestationer, der er flyttet til FM efter aftale med ANATEL.

## Teknisk
En FM-radioforsats er teknisk set lidt mere kompliceret end en forsats til AM-radio. Herudover kræver FM-stereo og RDS et rent signal, der kan fordre en udendørs radioantenne beregnet til FM-båndet.
Rent teknisk er FM bedre end DAB/DAB+, men nu om dage vil man have flere kanaler. Før i tiden blev DAB lanceret som CD kvalitet. Nu skal man vælge om man vil have kvalitet eller mange kanaler. Et alternativ er internetradio.

### FM-radio betoning
Tilfældig støj har en trekantet spektralfordeling i et FM-system, med den effekt, at støj bidrager overvejende ved de højere lydfrekvenser inden for det demodulerede FM-signal. FM-støj dæmpes, i et vist omfang, ved at fremhæve de høje frekvenser før radioudsendelse - og dæmpe dem med en tilsvarende mængde i radiomodtageren. Reduktion af de høje lydfrekvenser i radiomodtageren reducerer også den højfrekvente FM-støj. Disse signalbehandlinger med at fremhæve og derefter dæmpe visse frekvenser er kendt som henholdsvis forbetoning og efterbetoning.
Mængden af anvendt forbetoning og eftertoning i offentlig FM-radio er valgt til at være defineret af tidskonstanten for et simpelt RC-filterkredsløb. I det meste af verden inkl. Europa og Danmark anvendes en 50 µs tidskonstant anbefalet af ITU-R. I Nordamerika og Sydkorea anvendes 75 µs. Dette gælder både monoradioudsendelser og stereoradioudsendelser. For stereo lægges der forbetoning på venstre og højre kanal før stereomultipleksing.
Brugen af forbetoning bliver et problem, fordi mange former for nutidig musik indeholder mere højfrekvent energi end de musikalske stilarter, der herskede ved FM-udsendelsernes fødsel. Forstærkning af disse højfrekvente lyde ville forårsage for stor afvigelse af FM-bærebølgen. Modulationskontrol (begrænser) enheder bruges til at forhindre dette.
Forbetoning og efterbetoning blev brugt i de tidligste dage af FM-radioudsendelser. Ifølge en BBC-rapport fra 1946 blev 100 µs oprindeligt overvejet i USA, men 75 µs blev efterfølgende vedtaget.

## Historisk

### USA
I USA blev de første tilladte FM-udsendelser foretaget på frekvenser mellem 25-27MHz (11-meter båndet), der blev kaldt Apex-båndet. Den 18. marts 1934 blev W8XH i Buffalo, New York den første sendende apex-station. W1XOJ var den første eksperimentelle FM-radiostation med sin egen sendeplan, som fik tilladelse af FCC (Federal communications commission) i 1937 i USA.
FCC konkluderede at FM-transmissioner var overlegne - og licenserne til Apex-båndet blev inddraget fra 1. januar 1941 - og offentlig FM blev tilladt på frekvenser mellem 42 og 50 MHz.
Den 27. juni 1945 anbefalede FCC flytning af FM-båndet fra 42 til 50 MHz til 88 og 106 MHz fordi Kenneth Norton mente at solens solpletter ville forårsage signaludfald. Senere blev frekvenserne 106-108 MHz tilføjet fordi de ikke blev anvendt til det de tidligere var blevet reserveret til; faksimile.

### Danmark
Fra 1941 til 1951 blev der i Danmark sendt FM-radio som forsøg fra en sender på Radiohuset på 41,2 MHz med 800 Watt. Fra 1947 til maj 1951 sendes der som forsøg også FM-radio fra Bellahøj på 93,1 MHz med 1 kW. Siden 1951 har Danmark sendt offentlig FM-radio på frekvenser mellem 88 til 100 MHz (udvides senere til 104MHz (1961) og dernæst til 108MHz (1987) ).
I 1967 i Danmark blev en ny teknologi tilføjet til FM-radio som test, der tillod FM-stereo radiofoni og som var bagudkompatibel med de ældre radiomodtagere. Fra 1969 sendes FM-stereo permanent på flere kanaler.

### EU: FM RDS
I 1987 begyndte stationer i EBU (European Broadcasting Union) at tilbyde Radio Data System (RDS), som udbudte tekstinformation om de aktuelle programmer såvel som trafikinformation, klokken og andre servicetyper.